# Ruta de Rhode Island 14
La Ruta de Rhode Island 14, y abreviada R.I. 14 (en inglés: Rhode Island Route 14) es una carretera estatal estadounidense ubicada en el estado de Rhode Island. La carretera inicia en el Oeste desde la Ruta 14  , Ruta 14A   en Sterling hacia el Este en la US 6     en Providence. La carretera tiene una longitud de 37,2 km (23.1 mi).

## Mantenimiento
Al igual que las autopistas interestatales, y las rutas federales y el resto de carreteras estatales, la Ruta de Rhode Island 14 es administrada y mantenida por el Departamento de Transporte de Rhode Island por sus siglas en inglés RIDOT.

## Cruces
La Ruta de Rhode Island 14 es atravesada principalmente por la I 295  , Ruta 12   en Johnston.